# Podunavci
Podunavci (en serbe cyrillique : Подунавци) est une localité de Serbie située dans la municipalité de Vrnjačka Banja, district de Raška. Au recensement de 2011, elle comptait 1 495 habitants.
Podunavci est officiellement classé parmi les villages de Serbie.

## Démographie

### Évolution historique de la population
| 1948 | 1953 | 1961 | 1971  | 1981  | 1991  | 2002  | 2011  |
| ---- | ---- | ---- | ----- | ----- | ----- | ----- | ----- |
| 710  | 762  | 811  | 1 070 | 1 315 | 1 365 | 1 446 | 1 495 |

|  |